# Stergiouïta
La stergiouïta és un mineral de la classe dels fosfats. Rep el nom per Vasilis Stergiou (nascut el 1958), en reconeixement de les seves contribucions a la mineralogia dels jaciments de Làurion.

## Característiques
La stergiouïta és un arsenat de fórmula química CaZn₂(AsO₄)₂·4H₂O. Va ser aprovada com a espècie vàlida per l'Associació Mineralògica Internacional l'any 2019. Cristal·litza en el sistema monoclínic. La seva duresa a l'escala de Mohs és 3. Estructuralment es troba relacionada amb la hopeïta i amb els minerals del grup de la fosfofil·lita. Químicament és semblant a la prosperita, la lotharmeyerita, la gaitita, la zincroselita i a l'austinita.
L'exemplar que va servir per a determinar l'espècie, el que es coneix com a material tipus, es troba conservat a les col·leccions mineralògiques del Museu d'Història Natural de Viena (Àustria), amb el número d'inventari: o34.

## Formació i jaciments
Va ser descoberta a les mines de Plaka, a localitat homònima del districte miner de Làurion, a Àtica Est (Àtica, Grècia). També ha estat descrita a la mina Uranus, a Kleinrückerswalde (Saxònia, Alemanya). Aquests dos indrets són els únics de tot el planeta on ha estat descrita aquesta espècie mineral.